# East View
East View es un lugar designado por el censo ubicado en el condado de Harrison en el estado estadounidense de Virginia Occidental. En el Censo de 2020 tenía una población de 817 habitantes y una densidad poblacional de 310,65 habitantes por km². Fue incluido como CDP en el censo de 2020.

## Geografía
East View se encuentra ubicado en las coordenadas 39°16′5″N 80°18′40″O / 39.26806, -80.31111. Según la Oficina del Censo de los Estados Unidos, tiene una superficie total de 2,63 km², todos correspondientes  a tierra firme.